# Тахертінг
Тахертінг (нім. Tacherting) — громада в Німеччині, розташована в землі Баварія. Підпорядковується адміністративному округу Верхня Баварія. Входить до складу району Траунштайн.
Площа — 50,24 км2. Населення становить 5771 ос. (станом на 31 грудня 2020).